# Trouble (Whitesnake-Album)
Trouble ist das 1978 veröffentlichte Debütalbum der britischen Hard-Rockband Whitesnake.

## Produktion
Das Album wurde im Central Recorders Studio in London im Sommer 1978 aufgenommen. Martin Birch produzierte es. Es wurde binnen zehn Tagen aufgenommen. Sänger David Coverdale, zuvor bei Deep Purple, sagte, die Umstände der Geburt seines ersten Kindes während der Albumaufnahmen hätten dazu beigetragen, das Album Trouble zu nennen.

## Titelliste
Seite eins
1. "Take Me with You" (David Coverdale, Micky Moody) – 4:45
2. "Love to Keep You Warm" (Coverdale) – 3:44
3. "Lie Down (A Modern Love Song)" (Coverdale, Moody) – 3:14
4. "Day Tripper" (John Lennon, Paul McCartney) – 3:47
5. "Nighthawk (Vampire Blues)" (Coverdale, Bernie Marsden) – 3:39

Seite zwei
1. "The Time Is Right for Love" (Coverdale, Moody, Marsden) – 3:26
2. "Trouble" (Coverdale, Marsden) – 4:48
3. "Belgian Tom's Hat Trick" (Moody) – 3:26
4. "Free Flight" (Coverdale, Marsden) – 4:06
5. "Don't Mess with Me" (Coverdale, Moody, Marsden, Neil Murray, Jon Lord, Dave Dowle) – 3:25

### Bonustitel
Trouble wurde 2006 remastert und neu aufgelegt, es enthielt Titel der EP Snakebite als Bonustitel
1. "Come On" (Coverdale, Marsden) – 3:32
2. "Bloody Mary" (Coverdale) – 3:21
3. "Steal Away" (Coverdale, Moody, Marsden, Murray, Pete Solley, Dowle) – 4:19
4. "Ain't No Love in the Heart of the City" (Michael Price, Dan Walsh) – 5:06

## Mitwirkende
- David Coverdale – Lead-Gesang, Begleitgesang
- Micky Moody – Gitarre, Begleitgesang
- Bernie Marsden – Gitarre, zusätzlicher Lead-Gesang auf Track 3, Lead-Gesang auf Track 9, Begleitgesang
- Neil Murray – Bass
- Dave Dowle – Schlagzeug
- Jon Lord – Keyboard, Piano auf Track 3

## Charts
Das Album erreichte die britischen Albumcharts auf Platz 50.

## Rezension
Eduardo Rivadavia von AllMusic schrieb: „A few unexpected oddities throw the album off-balance here and there, not least of which the instrumental jam "Belgian Tom's Hat Trick" and an unexpected, stuttering cover of the Beatles' "Daytripper," but all things considered, it is easy to understand why Trouble turned out to be the first step in a long, and very successful career. “